# Кыйда
Кыйда — река в России, на полуострове Таймыр, левый приток Верхней Таймыры. Протекает в ненаселённой местности Таймырского Долгано-Ненецкого района Красноярского края. Длина реки 98 км (от истока ручья Ветрового — 104 км), площадь бассейна 1890 км².
Река стекает с Главной гряды гор Бырранга, к югу от верховий Верхней Таймыры, на высоте 284 м над уровнем моря. Течёт преимущественно на юг и юго-запад по горной тундре. Ближе к устью долина реки расширяется, на берегах озёрно-болотный ландшафт. Впадает в Верхнюю Таймыру по левому берегу на отметке менее 31 м над уровнем моря, выше впадения Аятари, в 421 км от устья Верхней Таймыры. Ширина перед устьем составляет 42 м при глубине 0,8 м, скорость течения в низовьях — 0,5 м/с. 

## Основные притоки
Указаны поименованные притоки длиной 30 км и более
| Название    | Расстояние от устья | Длина | Положение |
| ----------- | ------------------- | ----- | --------- |
| Чум         | 23                  | 44    | левый     |
| Тальник     | 30                  | 37    | правый    |
| Малая Кыйда | 46                  | 39    | левый     |

## Данные водного реестра
По данным государственного водного реестра России и геоинформационной системы водохозяйственного районирования территории РФ, подготовленной Федеральным агентством водных ресурсов:
- Бассейновый округ — Енисейский
- Речной бассейн — Нижняя Таймыра
- Речной подбассейн — нет
- Водохозяйственный участок — Нижняя Таймыра (включая озеро Таймыр) и другие реки бассейна Карского моря от западной границы бассейна реки Каменная до мыса Прончищева
- Код водного объекта — 17030000112116100143387